# Ólvega
Ólvega é um município da Espanha na província de Sória, comunidade autónoma de Castela e Leão, de área 98,77 km² com população de 3546 habitantes (2007) e densidade populacional de 33,61 hab/km².

## Demografia
| Variação demográfica do município entre 1991 e 2004 | Variação demográfica do município entre 1991 e 2004 | Variação demográfica do município entre 1991 e 2004 | Variação demográfica do município entre 1991 e 2004 |
| --------------------------------------------------- | --------------------------------------------------- | --------------------------------------------------- | --------------------------------------------------- |
| 1991                                                | 1996                                                | 2001                                                | 2004                                                |
| 3130                                                | 3293                                                | 3292                                                | 3311                                                |